# Podocarpus parlatorei
Podocarpus parlatorei är en barrträdart som beskrevs av Pilg.. Podocarpus parlatorei ingår i släktet Podocarpus och familjen Podocarpaceae. IUCN kategoriserar arten globalt som otillräckligt studerad. Inga underarter finns listade i Catalogue of Life.

## Bildgalleri

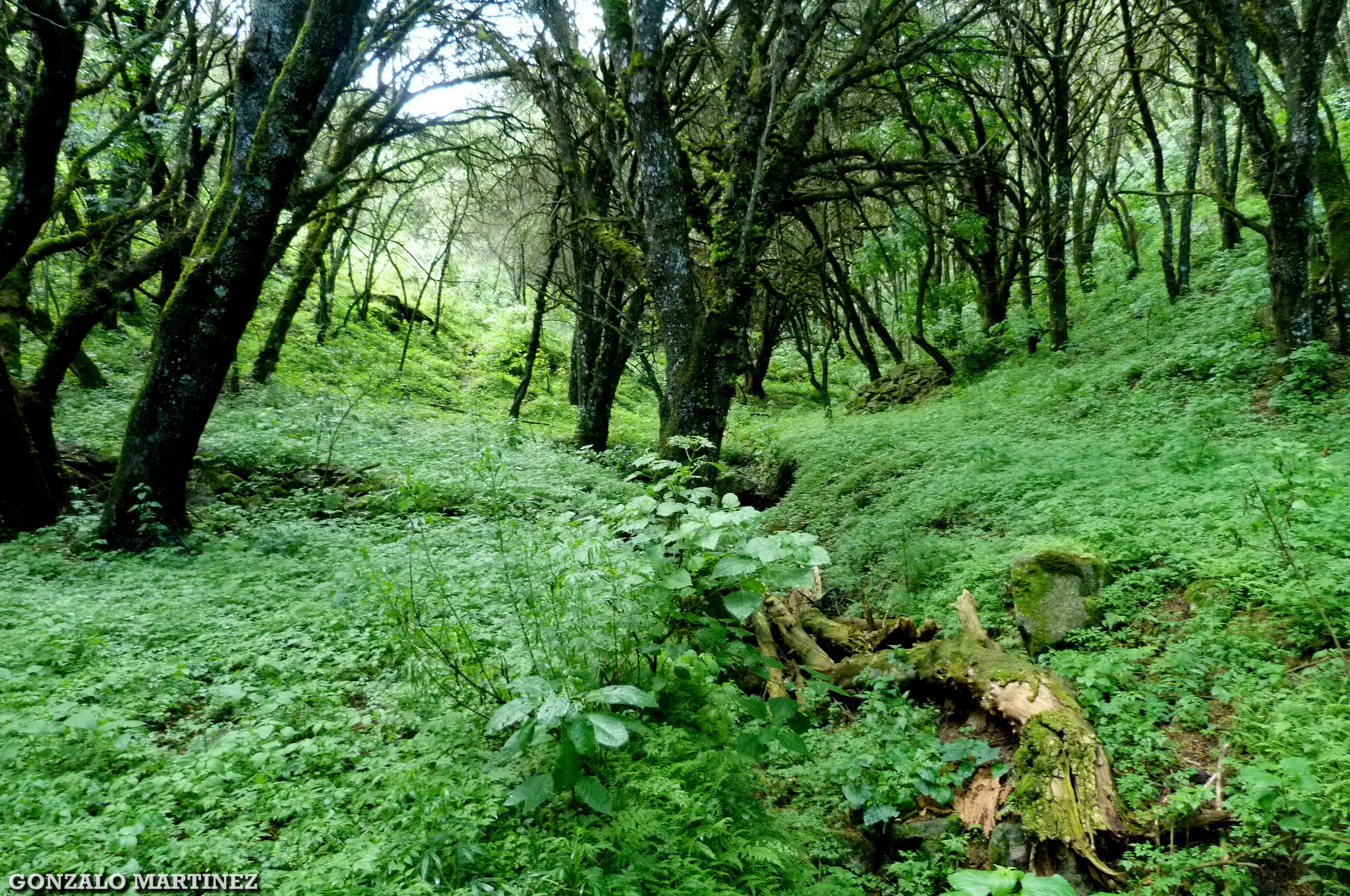